# Tecophilaea
Tecophilaea é um género plantas com flor pertencente à família Tecophilaeaceae.
Tecophilaea cyanocroccus e uma espécie no risco de extinção.

## Descrição
Tecophilaea Bertero ex Colla (sin.: Phyganthus Poepp. & Endl., Poeppigia Kunze ex Rchb. e Distrepta Miers), tem apenas duas espécies, nativas do Chile e Peru.